# 约翰·马古富利
约翰·蓬貝·约瑟夫·马古富利（1959年10月29日—2021年3月17日），坦桑尼亚政治人物，2015年当选坦桑尼亚总统。
1995年他首次当选国会议员，1995年到2000年担任劳工部副部长，2000年到2006年担任劳工部部长，2006年到2008年担任陆地与人居环境部长，2008年到2010年担任畜牧与渔业部长，2010年到2015年再次担任劳工部长。
作为执政的革命党提名的候选人，他赢得2015年10月举行的总统选举，同年11月5日上任。
2021年3月17日，馬古富利因心臟病去世，總統職位由副总统萨米娅·苏卢胡继任。

## 生平
馬古富利在達累斯薩拉姆大學獲得了化學和數學專業的理學學士學位（1988年），化學碩士和博士學位（1994年和2009年）。

## 總統任內
馬古富利放棄了對世界艾滋病日展覽的贊助，轉而購買艾滋病藥物，並勸阻公共機構進行奢華的活動和聚會（例如削減新議會的國宴預算）。馬古富利將自己的薪水從每月15,000美元降低到4,000美元，並嚴厲打擊貪腐。
馬古富利暫停了2015年該國的獨立日慶祝活動，開展全國性的清潔運動以幫助減少霍亂的蔓延。馬古富利親自參加了清潔工作，並親自表示“這太可恥了，以致人民在死於霍亂的同時，為慶祝54週年獨立而花費了大量金錢”。節省的成本將用於改善該國的醫院和衛生條件。
2018年1月，馬古富利宣布暫停外國商船的註冊，扣押在海外運輸的非法貨物（特別是毒品和武器）。
2019冠狀病毒病疫情期間，馬古富利质疑口罩的功效，怀疑病毒测试，主張祈祷或草药蒸气疗法来对抗病毒。該國政府亦拒绝购买疫苗。而坦桑尼亚自2020年5月起不再公开2019冠狀病毒病确诊个案的资料，坦桑尼亚政府聲稱公開數據會引起公眾恐慌。2020年6月，马古富力宣布坦桑尼亚没有2019冠狀病毒病个案。